# Taito Type X
A Taito Type X é correspondente a uma série de placas de arcade fabricadas pela Taito, fortemente baseadas na arquitetura de um PC. Dentre seus vários modelos, constam a Type X+, Type X² e a Type X7.

## Jogos

### Versão Type X
- Castle of Shikigami III (2006)
- Chaos Breaker (2004)
- Data Carddass Dragon Ball Z (2005)
- Data Carddass Dragon Ball Z 2 (2006)
- Dinoking Battle (2005)
- Dinoking Battle II (2006)
- Dinoking Battle III (2007)
- Dinomax (2006)
- Dinomax Ver.1.5 (2007)
- Giga Wing Generations (2004)
- Harikiri Professional Baseball (2005)
- Homura (2005)
- Goketsuji Ichizoku: Matsuri Senzo Kuyou (2009)
- KOF Sky Stage (2010)
- Raiden III (2005)
- Raiden IV (2007)
- Spica Adventure (2005)
- Taisen Hot Gimmick 5 (2005)
- Taisen Hot Gimmick Party (2005)
- Tetris The Grand Master 3: Terror Instinct (2005)
- The King of Fighters '98 Ultimate Match (2008)
- Trouble Witches AC (2009)
- Usagi -Wild Fight- Online (2005)
- Zoids Card Colosseum (2005)

### Versão Type X+
- Battle Gear 4 (2005)
- Battle Gear 4 Tuned (2006)
- Battle Gear 4 Tuned: Professional Version (2007)
- Chase H.Q. 2 (2007)
- Half-Life 2: Survivor (2006)
- Half-Life 2: Survivor Ver.2.0 (2007)

### Versão Type X²
- AquaPazza (2011)
- Aquarian Age Alternative (2007)
- Battle Fantasia (2007)
- BlazBlue: Calamity Trigger (2008)
- BlazBlue: Continuum Shift (2009)
- BlazBlue: Continuum Shift II (2010)
- Cho Chabudai Gaeshi! (2009)
- Cho Chabudai Gaeshi! 2 (2010)
- Cyber Diver (2009)
- Cyber Diver Ver.1.1 (2010)
- D1GP Arcade (2007)
- Darius Burst: Another Chronicle (2010)
- Darius Burst: Another Chronicle EX (2011)
- Elevator Action Death Parade (2009)
- Eternal Wheel (2007)
- Gaia Attack 4 (2010)
- Haunted Museum II (2011)
- Hopping Road (2009)
- Hopping Road Kids (2010)
- KOF Maximum Impact Regulation A (2007)
- Lord of Vermilion (2008)
- Lord of Vermilion II (2009)
- Music Gun Gun! (2009)
- Music Gun Gun! 2 (2011)
- Music Gun Gun!: Uta ga Ippai Cho Zokaban (2010)
- Oppopo Booom (2009)
- Panic Museum / Haunted Museum (2009)
- Sh..! Welcome to Frightfearland / Haunted Museum II (2010)
- Senor Nippon! (2009)
- Samurai Shodown: Edge of Destiny / Samurai Spirits Sen (2008)
- Senko No Ronde Duo - Dis-United Order (2009)
- Senko No Ronde Duo - Dis-United Order Ver.2.00 (2009)
- Sonic Blast Heroes (2011)
- Street Fighter IV (2008)
- Super Street Fighter IV Arcade Edition (2010)
- The King of Fighters XII (2009)
- The King of Fighters XIII (2010)
- The King of Fighters XIII Ver.1.1 (2010)
- Street Fighter X Tekken (2012)

### Versão Type X Zero
- Kickthrough Racers (2011)

### Versão Type X³
- Chousoku Henkei Gyrozetter (2012)
- Dissidia Final Fantasy (2015)
- Gunslinger Stratos (2012)
- Gunslinger Stratos 2 (2014)
- Left 4 Dead -Survivors- (2014)
- Lord of Vermilion III (2013)
- Lord of Vermilion III ArK-cell (2014)
- Lord of Vermilion III Twin Lance (2014)
- Ultra Street Fighter IV (2014)